# Związek Jaszczurczy (XIV wiek)

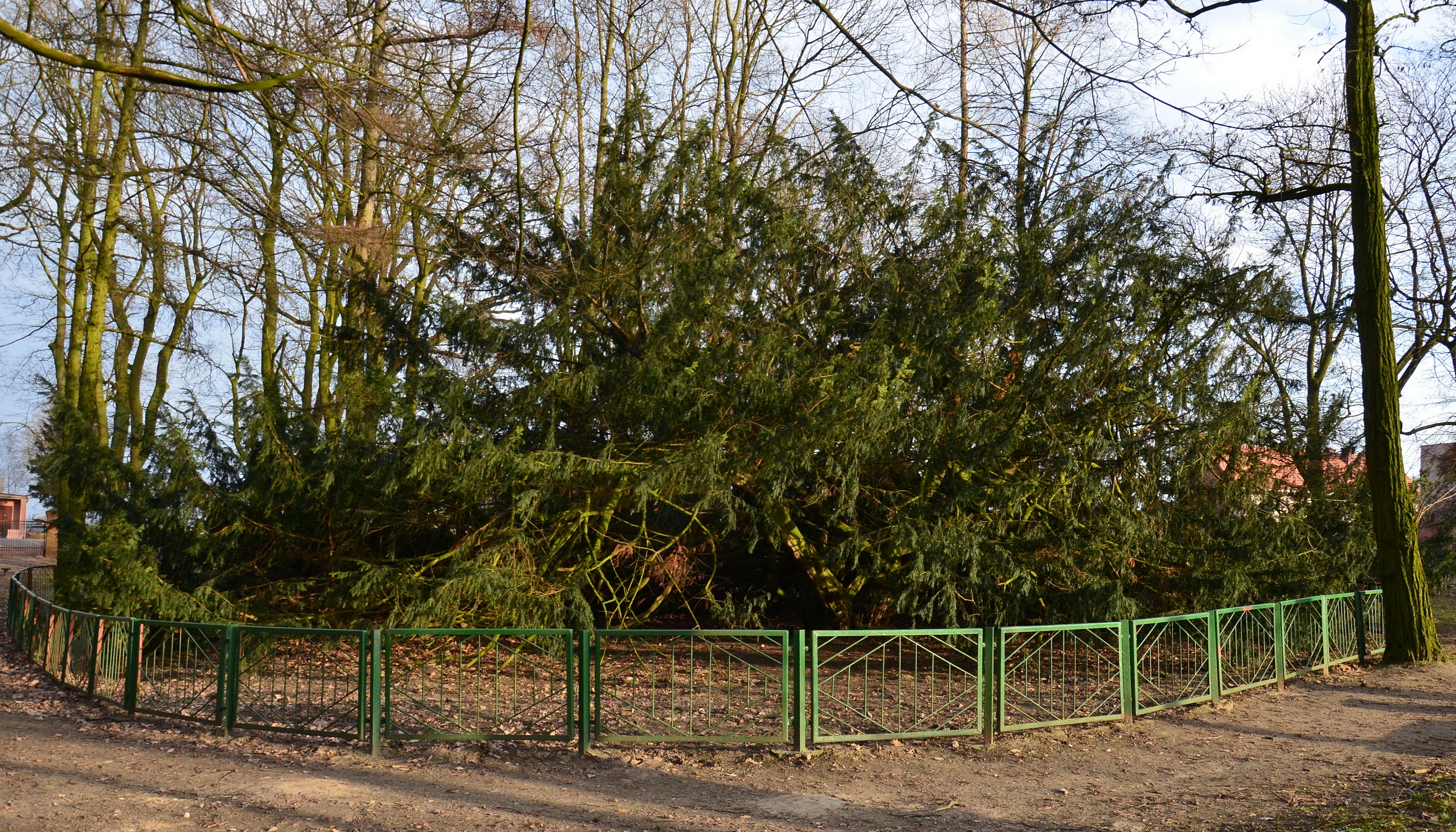
Ryńsk, cis pospolity. Według legendy posadzony na pamiątkę założenia Związku Jaszczurczego

Związek Jaszczurczy, Towarzystwo Jaszczurcze (niem. Eidechsenbund, łac. „Societas Lacertarum”) – organizacja pruskiej szlachty z ziemi chełmińskiej założona 24 lutego 1397 w Radzyniu Chełmińskim jako bractwo rycerskie, które miało bronić członków przed wszelkim bezprawiem z wyłączeniem władzy zwierzchniej i osoby wielkiego mistrza. Rozpowszechniona w starszej historiografii opinia, jakoby Towarzystwo Jaszczurcze od początku swojego istnienia stawiało sobie za tajny cel oderwanie ziemi chełmińskiej i przyłączenie jej do Polski, nie znajduje potwierdzenia w źródłach, zaś do czasów wielkiej wojny brakuje przykładów opozycyjnej działalności zrzeszonego w nim rycerstwa.

## Historia
Założycielami byli Mikołaj z Ryńska, jego brat Jan z Pułkowa oraz ich bracia cioteczni Fryderyk z Kitnowa i Mikołaj z Kitnowa. Po śmierci Mikołaja z Kitnowa jego miejsce od 1408 r. zajmował Otton z Konojad.
Związek działał jawnie i był tolerowany oraz uznawany przez władze zakonne jako organizacja broniąca interesów rycerskich. Członkowie przysięgali sobie wzajemną pomoc osobą i majątkiem bez żadnej niewierności, fałszu, zdrady oraz wszelkiej innej chytrości przeciwko każdemu, kto dokucza, gnębi albo inną krzywdę czyni, z wyjątkiem jednak osoby wielkiego mistrza, a znakiem przynależności do Związku była noszona na tunice srebrna jaszczurka. Momentem przełomowym był rok 1410, kiedy to Mikołaj z Ryńska podczas bitwy pod Grunwaldem wycofał z walki chorągiew chełmińską, a po uwolnieniu z niewoli złożył wraz z towarzyszami przysięgę homagialną królowi Polski. Mimo iż poddanie chorągwi w końcowej fazie bitwy nie miało raczej istotnego wpływu na jej wynik, później czyn ten uznano za zdradę. Oskarżenie o niewierność padło ze strony Krzyżaków również pod adresem innych rycerzy chełmińskich: „I panowie Mikołaj z Pilewic i Jan z Pułkowa zdobyli po bitwie Kowalewo i zabrali wszystko, co się tam znajdowało, a panów wywlekli z zamku za brody i wydali ich i zamek Polakom”.
Po wielkiej wojnie z Zakonem Krzyżackim doszło do prześladowań członków Związku Jaszczurczego, w których obronie, śląc ostre pisma do wielkiego mistrza Henryka von Plauena, wystąpili król polski Władysław II Jagiełło, Wielki Książę Witold oraz marszałek wielki koronny Zbigniew z Brzezia.
Mikołaj z Ryńska na wieść o aresztowaniu Mikołaja z Pilewic schronił się w ziemi dobrzyńskiej na zamku biskupa włocławskiego w Ciechocinie, w listopadzie jednak powrócił do Prus. Miał się wówczas usprawiedliwić przed wielkim mistrzem ze swojego postępowania. Po pokoju toruńskim Mikołaj, zaproszony na obiad przez wójta z Lipienka, Henryka Holta, został podstępnie aresztowany. W zemście za prowadzoną działalność, bez dania mu możliwości sądowej obrony, a nawet ostatniej spowiedzi, w maju 1411 Krzyżacy ścięli go na rynku w Grudziądzu, pomimo że posiadał on list żelazny i nietykalność gwarantowały mu ustalenia I pokoju toruńskiego, który zakazywał ścigania osób uznanych przez strony za zdrajców. Stawiany przez stronę polską zarzut pogwałcenia gwarancji traktatu pokojowego Krzyżacy odpierali argumentem, iż powodem aresztowania i ścięcia Mikołaja był jego udział w rzekomym spisku komtura radzyńskiego Jerzego Wirsberga na władzę Henryka von Plauena.
Zbiegli członkowie Towarzystwa Jaszczurczego mogli powrócić do swoich dóbr dopiero w październiku 1413 roku, po obaleniu Henryka von Plauena z urzędu wielkiego mistrza, kiedy nowym wielkim mistrzem został Michał Küchmeister von Sternberg.
U schyłku lat 30. XV w., w okresie nasilenia konfliktu stanów pruskich z władzą Zakonu, działalność Towarzystwa odrodziła się, jednakże przez długi czas postawa jego członków była ugodowa. O jego aktywności świadczy chociażby udział w rokowaniach w 1435 r. i podpis ówczesnego przywódcy Jaszczurkowców, Jana ze Szczuplinek pod traktatem pokojowym z Brześcia Kujawskiego.
Jaszczurkowcami byli m.in. chorąży chełmiński Jan Cegenberg, współzałożyciel Związku Pruskiego, Augustyn z Szewy, a od października 1452 burmistrz toruński Tieleman vom Wege oraz Gabriel Bażyński.
W momencie wybuchu powstania stanów pruskich i wojny trzynastoletniej Jaszczurkowcy, z wyjątkiem Cegenberga, występują jako przeciwnicy władzy zakonnej. Wzmianka o darowiźnie srebrnej jaszczurki przez Jana z Głuchowa do skarbu Związku Pruskiego z 1454 r. jest ostatnim śladem istnienia Towarzystwa Jaszczurczego, potem znika ono z kart historii.